# Neabrolepoideus
Neabrolepoideus is een geslacht van vliesvleugeligen uit de familie Encyrtidae. De wetenschappelijke naam van dit geslacht is voor het eerst geldig gepubliceerd in 1917 door Girault.

## Soorten
Het geslacht Neabrolepoideus is monotypisch en omvat slechts de volgende soort:
- Neabrolepoideus bioculatus Girault, 1917